# Polizeipräsidium Mittelfranken
Das Polizeipräsidium Mittelfranken ist einer von zehn regionalen Verbänden der Bayerischen Polizei und als solcher eine Landesmittelbehörde des Freistaates Bayern. Es ist direkt dem Bayerischen Staatsministerium des Innern, für Sport und Integration unterstellt und hat seinen Dienstsitz in Nürnberg. Der Zuständigkeitsbereich des Polizeipräsidiums ist deckungsgleich mit dem Regierungsbezirk Mittelfranken und umfasst eine Fläche von 7243 Quadratkilometern mit rund 1,77 Millionen Einwohnern.

## Organisation
Mit Stand vom 31. Dezember 2023 gab es beim Polizeipräsidium Mittelfranken insgesamt 5154 Bedienstete, davon 4281 Polizeivollzugsbeamte, 210 Beamte im technischen und nichttechnischen Verwaltungsdienst und 670 Polizeiangestellte. Leiter des Präsidiums ist seit Januar 2023 Polizeipräsident Adolf Blöchl, sein Stellvertreter ist Polizeivizepräsident Gernot Rochholz.

## Dienststellen

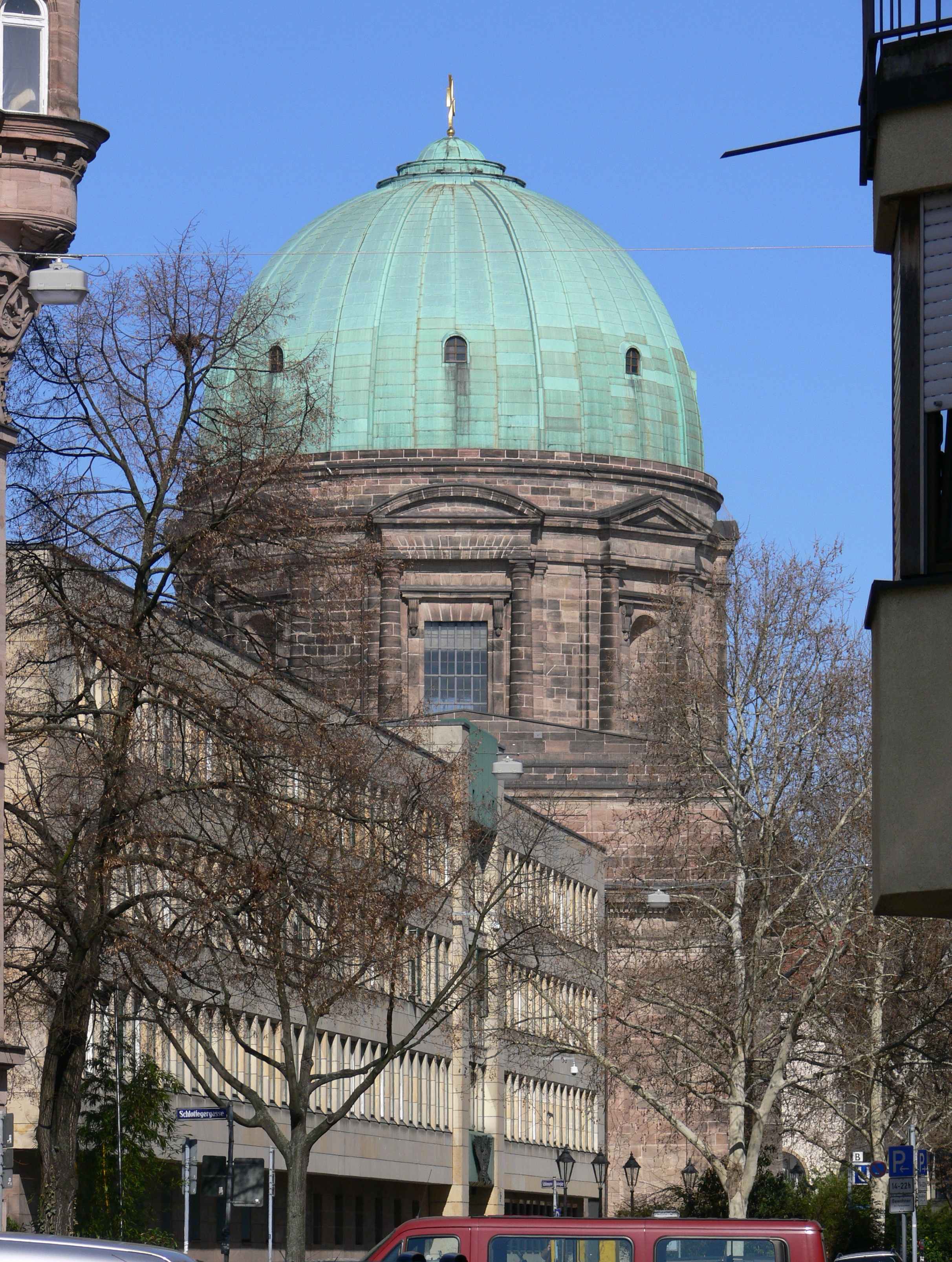
Das Polizeipräsidium, im Hintergrund die Kirche St. Elisabeth

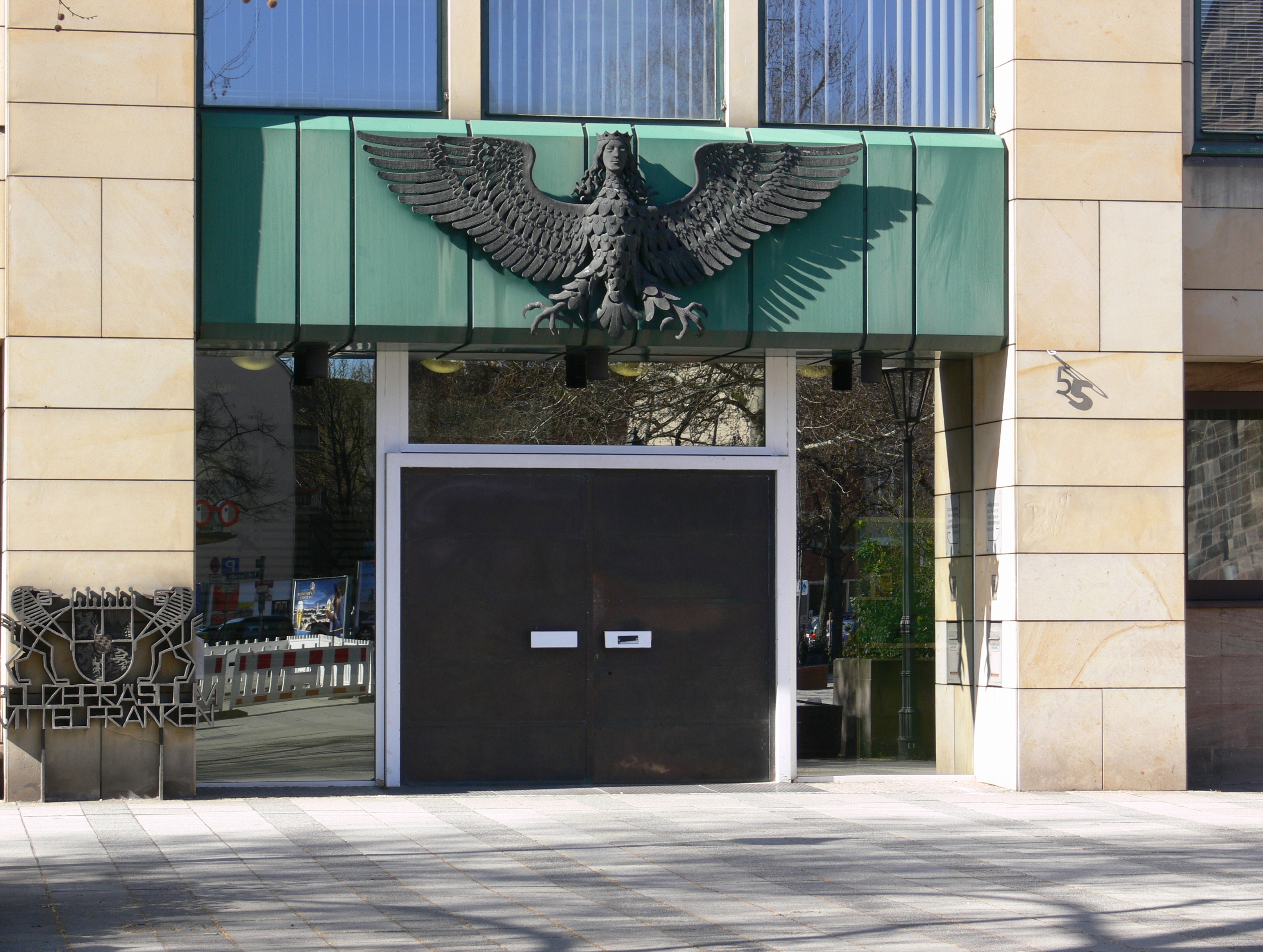
Eingang des Polizeipräsidiums

Neben der Dienststelle als solche (Landesoberbehörde) bestehen zahlreiche unterstellte Polizeidienststellen, unter anderem das SEK Nordbayern.
- Nürnberg
  - Polizeipräsidium (Jakobsplatz 5)
  - Polizeiinspektion Nürnberg-Mitte
    - Polizeiwache Rathaus

  - Polizeiinspektion Nürnberg-Ost
    - Zentrale Diensthundestaffel Mittelfranken

  - Polizeiinspektion Nürnberg-West
  - Polizeiinspektion Nürnberg-Süd
  - Polizeistation Nürnberg-Langwasser
  - Grenzpolizeiinspektion Nürnberg-Flughafen
  - Polizeiberatung Zeughaus, gemeinsame Dienststelle der Schutz- und Kriminalpolizei (Pfannenschmiedsgasse 24)[3]
  - Polizeiinspektion Spezialeinheiten Nordbayern (nicht auf den Schutzbereich begrenzt)
  - Polizeiinspektion Ergänzungsdienste Mittelfranken
  - Kriminalfachdezernat 1 Nürnberg
  - Kriminalfachdezernat 2 Nürnberg
  - Kriminalfachdezernat 3 Nürnberg
  - Kriminalfachdezernat 4 Nürnberg
  - Kriminalfachdezernat 5 Nürnberg
  - Verkehrspolizeiinspektion Nürnberg

- Fürth und Landkreis Fürth
  - Polizeiinspektion Fürth
  - Polizeiinspektion Stein
  - Polizeiinspektion Zirndorf
  - Kriminalpolizeiinspektion Fürth
  - Verkehrspolizeiinspektion Fürth

- Erlangen und Landkreis Erlangen-Höchstadt
  - Polizeiinspektion Erlangen-Stadt
  - Polizeiinspektion Erlangen-Land
  - Polizeiinspektion Höchstadt an der Aisch
  - Polizeiinspektion Herzogenaurach
  - Kriminalpolizeiinspektion Erlangen
  - Verkehrspolizeiinspektion Erlangen

- Ansbach, Landkreis Ansbach, Landkreis Weißenburg-Gunzenhausen und Landkreis Neustadt an der Aisch-Bad Windsheim
  - Polizeiinspektion Ansbach
  - Polizeiinspektion Bad Windsheim
  - Polizeistation Uffenheim
  - Polizeiinspektion Dinkelsbühl
  - Polizeiinspektion Feuchtwangen
  - Polizeiinspektion Gunzenhausen
  - Polizeiinspektion Heilsbronn
  - Polizeiinspektion Neustadt an der Aisch
  - Polizeistation Scheinfeld
  - Polizeiinspektion Rothenburg ob der Tauber
  - Polizeiinspektion Treuchtlingen
  - Polizeiinspektion Weißenburg in Bayern
  - Kriminalpolizeiinspektion Ansbach
  - Verkehrspolizeiinspektion Ansbach

- Schwabach, Landkreis Nürnberger Land und Landkreis Roth
  - Polizeiinspektion Altdorf bei Nürnberg
  - Polizeiinspektion Hersbruck
  - Polizeiinspektion Hilpoltstein
  - Polizeiinspektion Lauf an der Pegnitz
  - Polizeiinspektion Roth
  - Polizeiinspektion Schwabach
  - Kriminalpolizeiinspektion Schwabach
  - Verkehrspolizeiinspektion Feucht